# 加文·罗伯逊
加文·罗伯逊（英語：Gavin Robertson，1966年5月28日—），澳大利亚男子板球运动员。他曾代表澳大利亚国家队参加1998年英联邦运动会板球比赛，获得一枚银牌。